# Priti Patelová
Priti Sushil Patelová (Priti Patel, * 29. března 1972 Londýn) je britská politička za Konzervativní stranu. Od voleb v roce 2010 je poslankyní Dolní sněmovny za withamský okrsek. V letech 2019 až 2022 byla ministryní vnitra ve dvou vládách Borise Johnsona. Mezi roky 2016 až 2017 působila jako ministryně pro mezinárodní rozvoj v první a druhé vládě Theresy Mayové. Z druhého kabinetu předčasně odešla; rezignovala po zveřejnění svých tajných schůzek s izraelskými politiky včetně Benjamina Netanjahua. V letech 2015–2016 zastávala úřad ministryně zaměstnanosti ve druhém kabinetu Davida Camerona.

## Původ a soukromý život
Je indického původu. Narodila se však v Londýně rodičům, kteří pocházeli ze státu Gudžarát, ovšem strávili značnou část života v Ugandě.
Priti Patelová vystudovala politologii na Univerzitě v Essexu. Je vdaná a má syna Freddieho, narozeného v srpnu 2008.

## Politické působení

### Ministryně vnitra
V dubnu roku 2020 odmítlo ministerstvo vnitra UK zveřejnit výsledky zprávy o skupinovém sexuálním zneužívání dětí v některých anglických městech. O měsíc později však rozhodlo tuto zprávu veřejnosti zpřístupnit. Ministryně Patelová k tomu uvedla: „To, co se těmto dětem stalo, zůstává jednou z největších skvrn na svědomí naší země.“
V červnu roku 2020 odsoudila násilí při protestech Black Lives Matter ve Spojeném království. V pondělí 8. června řekla ve sněmovně, že neexistuje žádná omluva pro bombardování policie světlicemi, házení bicyklů na policejní koně, pokus o znevažování kenotafu nebo vandalizaci sochy Winstona Churchilla, jednoho z největších ochránců britských svobod.